# North Henderson
North Henderson és una població dels Estats Units a l'estat d'Illinois. Segons el cens del 2000 tenia 187 habitants.

## Demografia
Segons el cens del 2000, North Henderson tenia 187 habitants, 74 habitatges, i 52 famílies. La densitat de població era de 328,2 habitants/km².
Dels 74 habitatges en un 31,1% hi vivien nens de menys de 18 anys, en un 56,8% hi vivien parelles casades, en un 13,5% dones solteres, i en un 28,4% no eren unitats familiars. En el 27% dels habitatges hi vivien persones soles el 10,8% de les quals corresponia a persones de 65 anys o més que vivien soles. El nombre mitjà de persones vivint en cada habitatge era de 2,53 i el nombre mitjà de persones que vivien en cada família era de 3,04.
Per edats la població es repartia de la següent manera: un 24,1% tenia menys de 18 anys, un 6,4% entre 18 i 24, un 33,2% entre 25 i 44, un 19,8% de 45 a 60 i un 16,6% 65 anys o més.
L'edat mediana era de 36 anys. Per cada 100 dones de 18 o més anys hi havia 100 homes.
La renda mediana per habitatge era de 35.500 $ i la renda mediana per família de 42.500 $. Els homes tenien una renda mediana de 28.958 $ mentre que les dones 25.625 $. La renda per capita de la població era de 16.292 $. Aproximadament el 5,6% de les famílies i el 8,7% de la població estaven per davall del llindar de pobresa.

## Poblacions més properes
El següent diagrama mostra les poblacions més properes.